# Rudolf Weber (Musikwissenschaftler)
Rudolf Weber (* 1937) ist ein deutscher Musikwissenschaftler und war von 1990 bis 1995 Rektor der Universität Hildesheim. Er ist emeritierter Professor an der Universität Hildesheim.

## Leben und Wirken
Rudolf Weber begann 1959 in Osnabrück das Volksschullehrerstudium mit dem Wahlfach Musik und unterrichtete ab 1962 als Volksschullehrer in Heiligenrode. 1965 nahm er neben der Assistenz an der Pädagogischen Hochschule Osnabrück das Studium der Musikwissenschaften, Pädagogik und Psychologie an der Universität Münster auf. 1972 promovierte er dort mit der Dissertation: Die Sinfonien Franz Schuberts im Versuch einer strukturwissenschaftlichen Darstellung und Untersuchung. 1973 wurde er an der Universität Osnabrück Akademischer Rat, Oberrat und danach Professor für Musikdidaktik. 1983 wurde er Professor an der Universität Hildesheim.

## Werke (Auswahl)
- Die Sinfonien Franz Schuberts im Versuch einer strukturwissenschaftlichen Darstellung und Untersuchung, Münster, 1971
- Musikalische Autonomie und Textbezug in Vokalwerken von strenger Satztechnik, 1997
- mit Siegmund Helms, Reinhard Schneider: Neues Lexikon der Musikpädagogik, Kassel 1994
- mit Siegmund Helms, Reinhard Schneider: Kompendium der Musikpädagogik, Kassel 1995
- mit Siegmund Helms, Reinhard Schneider: Handbuch des Musikunterrichts, Kassel 1997